# 楊露禅
楊 露禅（よう ろぜん、繁体字: 楊露禪; 簡体字: 杨露禅; 拼音: yánglùchán　ヤン ルーチャン、1799年 - 1872年）は、清朝時代の実在した武術家。中国武術のひとつである太極拳の楊式太極拳の創始者。
姓は楊、諱は福魁（繁体字: 楊福魁; 簡体字: 杨福魁; 拼音: Yáng Fúkuí）。字は露禅、または禄禅。祖籍は、中国河北省永年県閻門寨人。後に永年県広府鎮南関に移る。子に、楊鳳侯（早世）、楊班侯、楊健侯がいた。

## 人物・経歴
家は貧しかったが、幼少より武術を好み、始めは少林拳系の武術を学んだ。
楊露禅と太極拳の出会いは、はっきりとしていないが、いくつかの説が有る。これは、すでに死後150年近く経っている事と、楊露禅自身が神格化され、様々なエピソードが誇張、あるいは混ざりあっているためである(偉人の名前を後世に残すため、誇張、あるいは改ざんした"歴史"が残されていることが多い)。
- 広府鎮で陳家溝の一族・陳徳瑚が営む薬店「太和堂」で住み込みで働いた時、悪い心を持った商人の一人が口論の末、陳徳瑚に襲いかかったが簡単に倒されてしまう。この腕前を見た楊露禅は、この武術を習いたくて、陳徳瑚の紹介で陳長興の元へ修行に出かける。陳長興の元へ奉公人として入ったが、楊露禅は基本的な型すら教えてもらえず、垣根から覗き見ては、こっそりと一人で練習していた。当時の慣例として、武術の練習を覗き見たものは、江湖のタブーに触れたということで、両手を切られるという重罰が待っていた。しかし、楊露禅の才能を見抜いた陳長興は、彼を弟子とした。その後、正式に陳長興から陳式太極拳を学び、3回にわたり、のべ18年修行した。

このくだりは、「楊露禅陳溝偸拳(もしくは小説「偸拳」)」として有名である。
- 陳長興が陳徳瑚の家の庭を借りており、弟子たちに陳式太極拳を教えていた。興味を持った楊露禅は垣根から覗き見ては、こっそりと練習していた。

40歳を過ぎた後、故郷の広府鎮に戻った後は、幼馴染の武禹襄などに拳法大架式、別名は老架108式(一般には略して108式）を指導した。また、子供の楊班侯、楊健侯らが、武禹襄が経営する学校に通い、勉学に励んだ。
やがて、警察官をしていた武禹襄の兄である武汝清に推薦され、北京に赴き王族らを指導した。
指導した王族や貴族らは、贅沢な暮らしをし、病気が多く、忍耐力がなかったため、なかなか上達しなかった。
そこで、動きを改良し、また長袖・辮髪という当時の格好でも動きやすいように、改めた。動きが、ゆっくりと大きく、柔剛あわせもつこれらの改良型は「太極小架子」とよばれ、子供や孫の楊澄甫らが改良を重ね、今日の楊式太極拳の雛形となった。これにより、初心者でも比較的簡単に学ぶことができ、発展の手助けとなった。
北京で太極拳を教えていたころ、煤炭で大儲けをした張という富豪の宴会に招かれたころ、他の武術家は体が大きくがっちりした体つきなのに対し、楊露禅は痩せこけた体つきだったので、末席しか与えられなかったが、腕比べが始まると瞬く間にすべて倒してしまった。この事を聞きつけた各武派が楊露禅に挑戦したが、誰一人として勝てなかったので、この頃から「楊無敵」と言われるようになった。
楊露禅の死後、二人の息子やその孫の3代にわたり、改良を重ね、現在の楊式太極拳となった。
現在、日本において太極拳として親しまれている二十四式は、楊式太極拳をベースにし、健康体操として1956年に中国国家体育運動委員会によって普及用に制定された套路で、楊式の一部をインスタントに伝えるにすぎないという意味で「簡化太極拳」と呼ばれるが、陳式も含むより高度な武術太極拳一般への入門編という側面があり、世界的に広く普及している。
1957年に楊式太極拳八十八式が制定された。

## エピソード
中国では、楊式太極拳の創始者として神格化されており、さまざまな伝説的なエピソードがある。
ある時、楊はツバメを手で捕らえた。掌を微妙に上下させるとツバメは足に力が入らず、どうしても飛び立つことができなかったという。楊露禅の手は野生動物をも凌駕する精妙な動きをしたというのである。   
楊式太極拳はゆっくりとした動作が特徴的だが、楊露禅の動きは非常に素早いものだった。「発勁は矢の如し」という言葉が伝えられている。ある時、挨拶もそこそこに楊露禅に対して不意打ちをしかけた少林僧がいたが、彼はその場から一歩も動くことなく僧を吹き飛ばしたという。